# Croix hosannière de Ligné
La croix hosannière de Ligné est une croix hosannière située à Ligné, en France.

## Localisation
La croix est située dans le département français de la Charente, sur la commune de Ligné, dans le cimetière

## Historique
La croix date de 1654.
Elle est inscrite au titre des monuments historiques le 12 octobre 1973.